# Cleidion papuanum
Cleidion papuanum là một loài thực vật có hoa trong họ Đại kích. Loài này được Lauterb. mô tả khoa học đầu tiên năm 1905.